# Chakma-Schrift

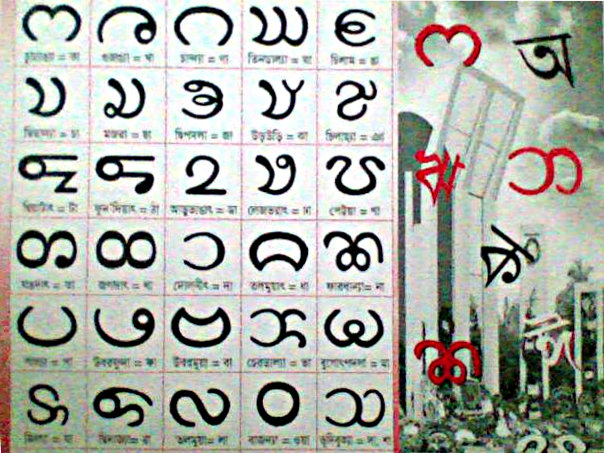
Alphabet der Chakma-Schrift

Die Chakma-Schrift (auch Ojhopath) ist eine Abugida, die zur Schreibung der Chakma-Sprache verwendet wird.
Die Schrift ähnelt entfernt der birmanischen Schrift, der inhärente Vokal ist jedoch ā, ein langes A. Bei Konsonantenclustern werden die Konsonanten meist ähnlich der Kannada-Schrift schräg untereinander geschrieben, teilweise bilden sie auch Ligaturen.
Chakma hat eigene Satzzeichen. Für Nummern werden die bengalischen Ziffern verwendet.